# Nova Makedonija
Nova Makedonija (mazedonisch Нова Македонија, „Neues Mazedonien“) ist die älteste Tageszeitung in Nordmazedonien. Sie wurde auf Beschluss des Präsidiums des Antifaschistischen Rat der Volksbefreiung Mazedoniens (kurz ASNOM) gegründet, blieb in staatlicher Hand und unterstützte den Kurs der jugoslawischen Regierungen. Die erste Auflage erschien 1944 in Gorno Vranovci. In der Zeitung wurden nach dem Ende des Zweiten Weltkrieges die von den kommunistischen, jugoslawischen Partisanen in Mazedonien verhängter Todesurteile veröffentlicht.
Nach dem Zerfall Jugoslawiens und die eingeleitete Unabhängigkeit Nordmazedonien, wurde ihr ehemaliger Eigentümer, das staatliche Unternehmen „Nova Makedonija“, 2003 liquidiert. Die gleichnamige Zeitung überlebte allerdings. Seit Dezember 2003 ist sie im Besitz von Zoran Nikolov und seinem IT-Unternehmen ZONIK aus Skopje.
Die Zeitung vertritt noch heute in ihre Artikel die Erinnerung an den ASNOM-Beschlüsse von 1944 und ist für ihre anti-bulgarische Rhetorik bekannt.